# Monika Frandofert
Monika Frandofert (ur. 16 czerwca 1991 r. w Krakowie) – polska gimnastyczka, wielokrotna medalistka Mistrzostw Polski.

## Życiorys
Po wstąpieniu do kadry seniorek w 2007 roku, Frandofert otrzymała tytuł mistrzyni na ćwiczeniach wolnych na Mistrzostwach Polski w Krakowie oraz zdobyła srebro na równoważni i dwa brązowe medale w wieloboju i skoku. W 2011 roku, zdobyła tytuł mistrzyni narodowej w wieloboju.
Reprezentowała Polskę na Mistrzostwach Świata w 2007 i 2010 roku, plasując się na 22. i 17. pozycji w konkurencji drużynowej.
Zajęła 10. miejsce na drużynowych Mistrzostwach Europy w 2010 roku w Birmingham oraz 13. miejscu w 2012 roku w Brukseli. Znalazła się również na 53. pozycji w wieloboju indywidualnym na Mistrzostwach Europy w 2009 roku oraz 48. pozycji dwa lata później.
Frandofert była również wielokrotną finalistką Pucharu Świata.
W 2011 roku, wystąpiła w programie Mam talent! u boku Katarzyny Jurkowskiej-Kowalskiej, wykonując układ na równoważni. Pokaz uzyskał trzy głosy na tak, tym samym przepustkę do kolejnego etapu.